# Os Dentes do Tigre
Os Dentes do Tigre é um thriller escrito por Tom Clancy. Ele foi publicado originalmente em 2003 como parte da série de livros do Universo Jack Ryan.